# Charles-Albert Costa de Beauregard
Charles-Albert Costa de Beauregard (La Motte-Servolex, 1835 – Parigi, 1909) è stato un politico e storico francese.
Nipote di Joseph-Henri Costa de Beauregard, era figlio di Pantaléon Costa de Beauregard et de Marthe Augustine de Saint-Georges de Vérac; prese parte alla sfortunata guerra franco-prussiana del 1870 rimanendo ferito e prigioniero. Fu in seguito eletto deputato all'Assemblea nazionale per i legittimisti.
Tra le sue opere si ricordano La giovinezza di Carlo Alberto (1888) e Gli ultimi anni di Carlo Alberto (1890), che gli valsero un seggio all'Accademia francese nel 1896.

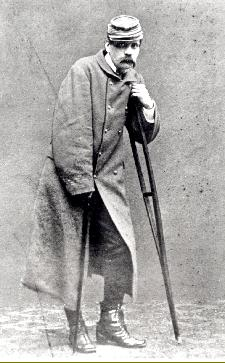
Charles-Albert Costa de Beauregard, ferito alla battaglia della Lisaine.